# 환희의 터치다운
《환희의 터치다운》(영어: Necessary Roughness)은 미국에서 제작된 스탠 드래고티 감독의 1991년 스포츠 코미디 영화이다. 스콧 배큘라, 헥터 엘리존도, 로버트 로자, 신배드, 할리 제인 코잭, 제이슨 베이트먼 등이 출연하였고, 메이스 뉴펠드 등이 제작에 참여하였다.

## 줄거리
칼리지 풋볼에서 가장 강력한 미식축구 팀 가운데 하나인 텍사스 주립대 파이팅 아르마딜로스는 전미 대학 체육 협회 규정 위반으로 적발되면서 그간의 우승을 몰수당하고, 감독은 해고되고, 경기에 선발된 적이 없는 찰스 뱅크스 한 명을 제외한 선수들이 전부 퇴학을 당한다.
새 감독 에드 지네로는 팀을 새로 급조하기 시작하지만 유망주들 다수가 성적 등 조건에 부합하지 않는다. 코치 월리 리건도프는 고등학교 시절 스타였으나 아버지가 갑자기 돌아가시면서 대학에 진학하지 못했던 34살 폴 블레이크를 쿼터백으로 영입하고, 폴은 늦은 나이에 대학 신입생으로 입학을 하게 된다.
한편 부패한 학과장 필립 일라이어스는 관련 예산을 사적으로 챙기기 위해 파이팅 아르마딜로스가 실패하여 아예 팀이 없어지도록 훼방을 놓는다.

## 출연
팀
- 스콧 배큘라 - 폴 블레이크 역
- 헥터 엘리존도 - 감독 에드 지네로 역
- 로버트 로자 - 코치 월리 "리그" 리건도프 역
- 신배드 - 안드레이 크림 역
- 제이슨 베이트먼 - 자비스 에디슨 역
- 앤드루 브리니아스키 - 와이엇 보드리 역
- 캐시 아일랜드 - 루시 드레이퍼 역
- 앤드루 라우어 - 찰리 뱅크스 역
- 루이스 맨딜로어 - 매켄지 역

그 외
- 할리 제인 코잭 - 수잰 카터 박사 역
- 래리 밀러 - 학과장 필립 일라이어스 역
- 프레드 톰프슨 - 총장 카버 퍼셀 역
- 롭 슈나이더 - 척 니더먼 역

## 기타 제작진
- 배역: 민디 마린
- 미술: 폴 피터스
- 의상: 댄 무어